# متنزه إفران الوطني
مُتَنَزَّهُ إفْرَانَ الوَطَنِيُّ هو متنزه وطني مغربي طبيعي تم تأسيسه سنة 2004، داخل تراب إقليم إفران، ويقع مقره الإداري بمدينة أزرو. يضم عدة مناطق رطبة وبحيرات، ويعرف تنوعا بيولوجيا مهما، حيث يعتبرا موئلا للأيل البربري، والمكاك البربري، ويضم تشكيلة من أهم غابات الأرز الأطلسي في المغرب. 

## الجغرافيا
يقع المتنزه الوطني لإفران بإقليم إفران، حيث يشكل حوالي 28 في المئة من إجمالي مساحة الإقليم. تم تأسيسه سنة 2004 على مساحة 51 800 هكتار، ثم جرى توسيعه سنة 2008 ليشمل 125 000 هكتار. يمتد المتنزه على الجزء الأوسط والغربي للأطلس المتوسط المغربي، ويتمتع بمناخ رطب وشبه رطب، ويضم واحد من أهم غابات الأرز الأطلسي في العالم.

## التنوع البيولوجي
يضم المتنزه أصنافا مختلفة من الطيور، ويتوفر على غطاء نباتي متنوع مكون أساسا من أشجار: البلوط الأخضر والعرعار الجبلي (توالت) والصنوبر البحري(تايدا)وبلوط الزان(تاشت) وأرز الأطلس. يضم المتنزه ثلث المساحة الإجمالية من الأرز الأطلسي بالمغرب، و وربع المساحة في العالم. يعيش في المتنزه الوطني لإفران مجموعة من الثديات مثل الأيل البربري والضربان والضبع المخطط والثعلب الأحمر والخنزير البري وقردة المكاك البربري. يضم المتنزه في المجموع 37 نوعا من الثديات، و140 نوعا من الطيور بعضها مهدد بالإنقراض.

## السياحة
وقع المغرب سنة 2022 مع الوكالة الفرنسية للتنمية اتفاقية بخصوص منحة مالية من الصندوق الفرنسي للبيئة العالمية قدرها 1،8 مليون أورو، من أجل وضع خطة لتنمية السياحة الخضراء بالمتنزه الوطني لإفران، تحت عنوان «من أجل أنشطة بقلب الطبيعة لخدمة التنوع البيولوجي بمتنزه إفران الوطني»، مثل الألعاب الرياضية الخفيفة كالمشي والتجوال والتسلق والتزحلق على الثلوج وغيرها.
مسارات منتزه إفران الوطني
يُعد منتزه إفران الوطني وجهة مثالية لعشاق الطبيعة، سواء كانوا يبحثون عن مغامرة في التنزه الجبلي أو نزهة عائلية ممتعة. يوفّر الموقع خمسة مسارات مميزة مناسبة لمراقبة الطيور، المشي، والتجول في الطبيعة، مع خرائط مفصّلة وآراء وصور لمحبّي الطبيعة.
يضم المنتزه ثلاث مسارات سهلة مناسبة لجميع أفراد العائلة، بالإضافة إلى مسارات أكثر تحديًا لمحبي التنزه في التضاريس الصعبة، حيث يتراوح الارتفاع بين 100 و250 مترًا. مهما كانت خططك ليومك في الطبيعة، ستجد المسار المناسب لرحلتك المقبلة في منتزه إفران الوطني

## أنشطة المتنزه
وضعت إدارة المتنزه مشروعا للتربية البيئية لتحسيس ساكنته وزواره بأهمية المساهمة في الحفاظ على بيئته وتنوعه الايكولوجي باستعراض أنواع من الوحيش الذي انقرض مثل أسد الأطلس والقضاعة والنمر وأخرى مهددة بالانقراض كقردة المكاك البربري، حيث تم في هذا الإطار تشييد مركز «فضاء الأرزية».

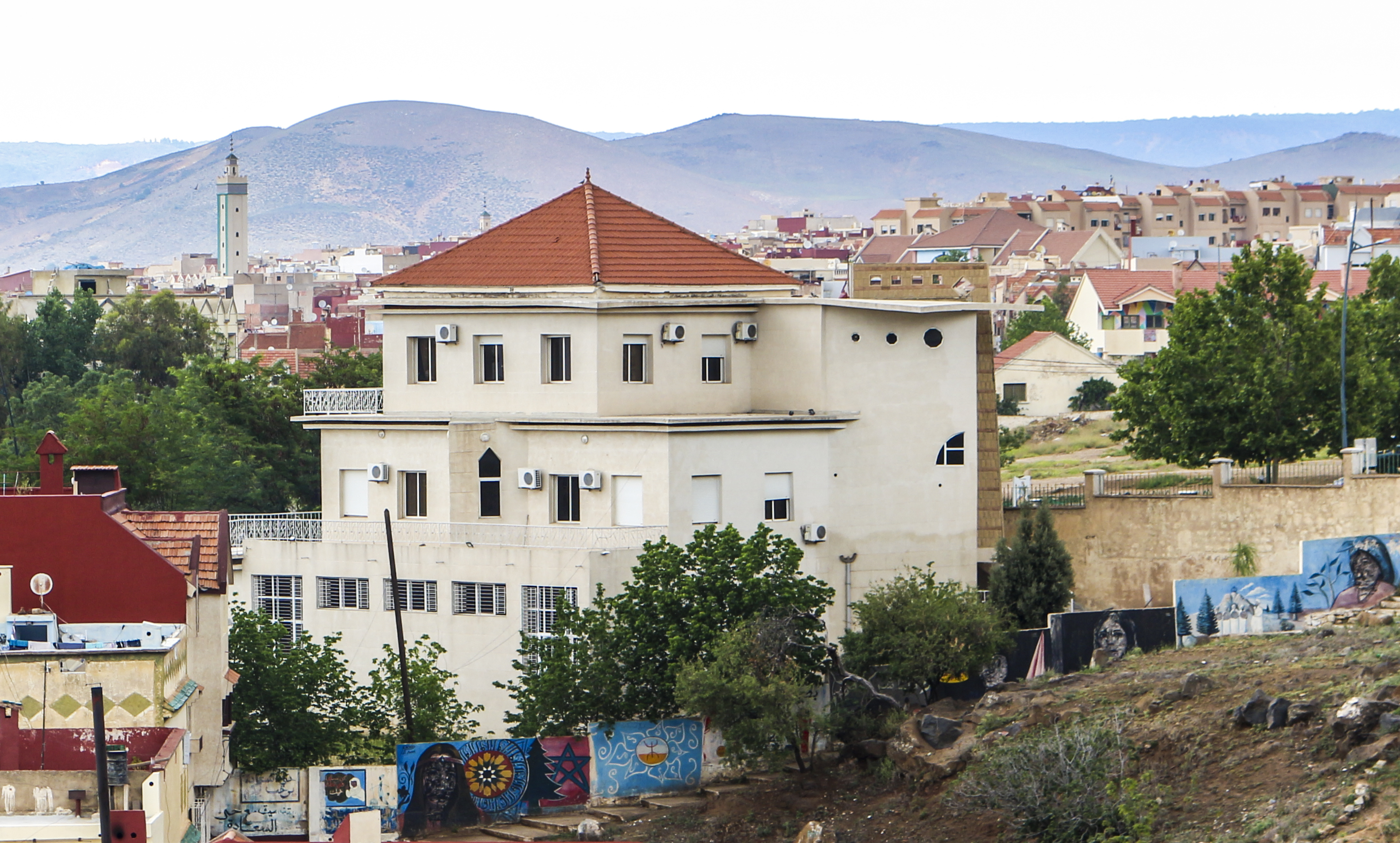
إدارة منتزه إفران الوطني بمدينة أزرو